# Antonio Coll y Pi
Antonio Coll y Pi —en catalán Antoni Coll i Pi— (Barcelona, 1857-Santiago de Chile, 1943) fue un pintor y escultor español, quien, habiendo desarrollado la primera parte de su carrera en España, pasó en 1906 a Chile.

## Biografía
Estudió en la Academia de Bellas Artes de Barcelona; se inició profesionalmente como ilustrador, fue retratista y también se decoró con sus pinturas interiores de mansiones. Por un tiempo se dedicó a reproducir obras famosos de los museos Prado de Madrid y Louvre de París.
El gobierno de Chile lo contrató en 1906 como profesor de dibujo ornamental y pintura decorativa en la Escuela de Artes Decorativas, que acababa de ser fundada en la capital, Santiago.
Allí, más tarde, enseñaría modelado en la Escuela de Arquitectura y participaría activamente en la vida cultural chilena, dedicándose principalmente a la escultura. A finales de los años 1920 regresó por un tiempo a su patria, pero en la década siguiente volvió a Santiago. Varios monumentos hechos por él adornan esta ciudad sudamericana que se convirtió en su segunda patria y donde falleció en 1943.

## El artista

### En España

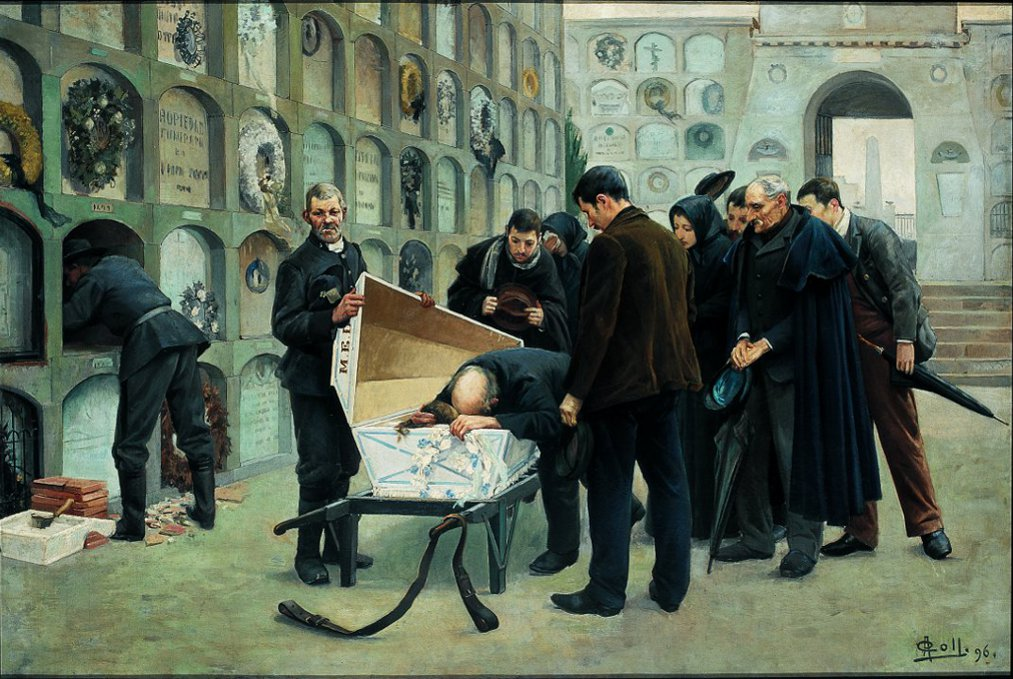
Hasta luego, 1896; Museo de Arte de Sabadell.

Estudió en la Academia de Bellas Artes de Barcelona, donde fue alumno del pintor Antonio Caba y del escultor Agapito Vallmitjana.
Además de ilustraciones (con las que comenzó su carrera), retratos y pinturas decorativas de mansiones, Coll y Pi creó en España una serie de cuadros de género; en 1882 participó en la exposición de la Academia de Bellas Artes de Sabadell; en la del Museo Martorell de Barcelona tres años después (Revelación y Un retrato), en la Nacional de Bellas Artes de 1887 (Un estudio) y en la Universal de Barcelona de 1888. Fue en esta última donde cosechó su primer éxito, al obtener tercera medalla con El viudo.
Viajó a París, donde asistió al taller de Carolus-Duran. Allí pintó La marraine catalane, que exhibió en la Exposición Universal de 1889 celebrada en la capital francesa. De vuelta en Barcelona presentó en la exposición de 1891 Las Bellas Artes, composición alegórica destinada a decorar el techo de una mansión particular. 

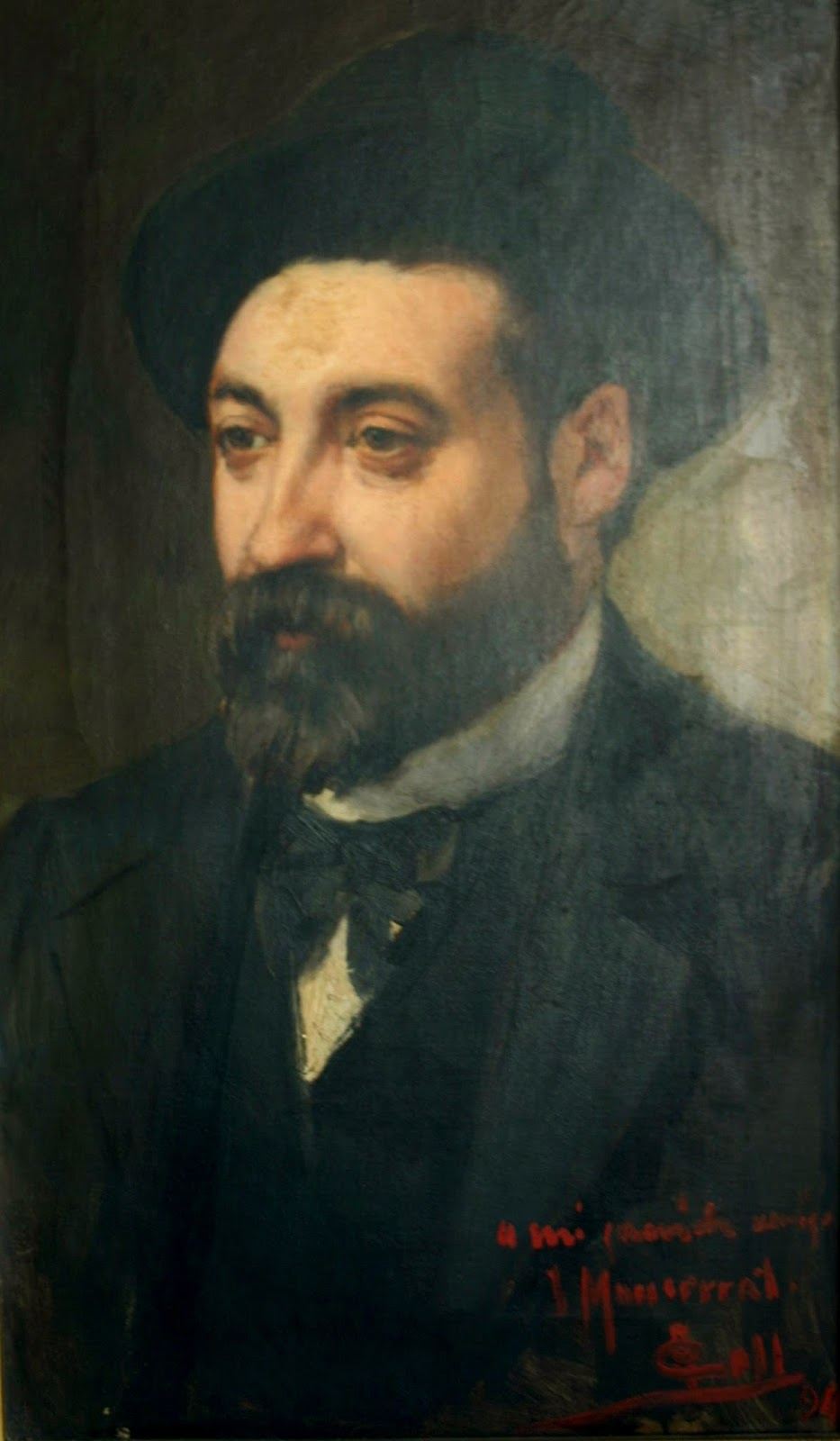
Josep Montserrat, por Coll y Pi; 1894

Durante toda la década de 1890 continuó mostrando sus obras en las exposiciones anuales de su ciudad natal. De los cuadros de género realizados en aquella época se puede mencionar Triste recuerdo (1892; hizo una variante en 1897 titulada ¡Qué parecido está!), El reservista y Extraviada (ambos de 1894), Hasta luego (1896, se conserva en el Museo de Arte de Sabadell; existen al menos otras dos variantes, una de ellas, firmada en 1898, El momento más cruel, no tiene el hombre que pareciera abrazar al muerto en el ataúd abierto; y otra, sin el personaje que levanta el sombrero, que Coll exhibió en el Salón Nacional chileno de 1939, pero que data de la misma época que las anteriores), Dolor sin lágrimas (1899, Biblioteca Museo Víctor Balaguer). En esa época realiza también un viaje a París y Bruselas y cuando regresa asume como profesor de la Academia de Bellas Artes de Barcelona.
Entre los retratos destacan el del escultor Josep Montserrat (1894) así como el del escritor José Feliú y Codina, que presentó en 1899 en la Ciudad Condal; y entre las pinturas decorativas las de la chocolatería y restaurante del Liceo en La Rambla (1900).
Como escultor, en España dejó una sirena del monumento a Alfonso XII en el parque del Retiro de Madrid y algunos bustos, como del filológo Manuel Milá (se encuentra en la sala de plenarios del ayuntamiento de Villanueva y Geltrú y también en el jardín de la Biblioteca y casa-museo de Menéndez Pelayo en Santander). Participó en el concurso para la estatua de Cristóbal Colón convocado en los años 1880 en Barcelona (el primer premio lo obtuvo el arquitecto Cayetano Buigas i Monravá); el modelo diseñado por Coll y Pi gustó a los representantes del ayuntamiento de Mayagüez, Puerto Rico, que buscaban adquirir una estatua del descubridor de América para colocarla en la plaza principal de la ciudad. El monumento de Coll y Pi se inauguró el 28 de enero de 1896 en el centro de la plaza principal de Mayagüez, hoy plaza Colón, para subrayar el hecho de que su ensenada había sido el puerto donde el 19 de noviembre de 1493 fondeara la Real Armada al mando del almirante descubridor.

### En Chile

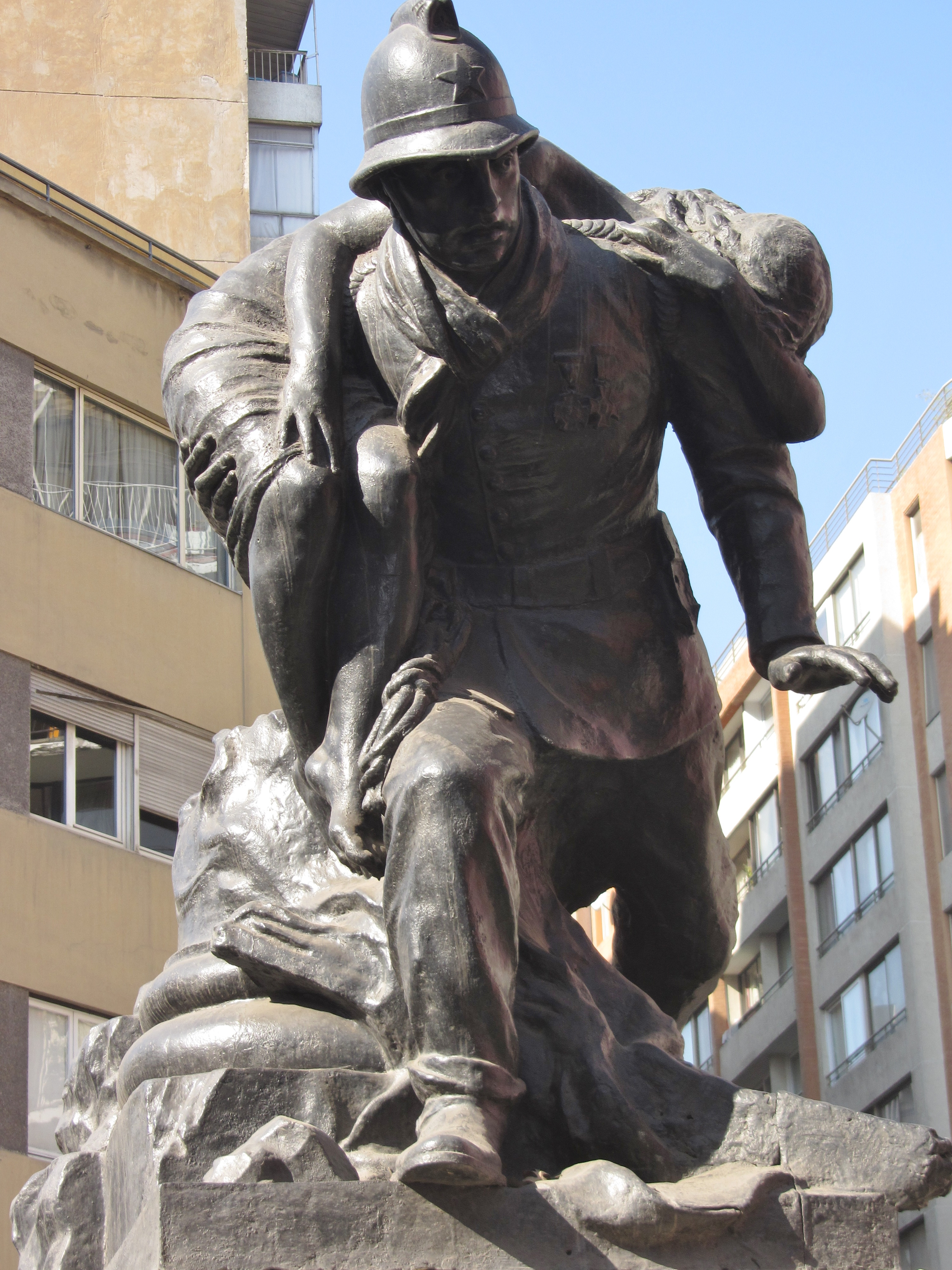
Monumento al bombero voluntario

Contratado por el gobierno chileno como profesor de dibujo ornamental y pintura decorativa en la Escuela de Artes Decorativas, fundada ese mismo año en Santiago, en lo que realmente triunfó Coll y Pi fue en la escultura. 
En la capital chilena se han conservado importantes obras de Coll y Pi, como las cariátides en el palacio de Bellas Artes y en el de los Tribunales de Justicia; el pórtico ornamental de la Estación Mapocho, y los monumentos al bombero voluntario (a un costado del Bellas Artes) y a Alonso de Ercilla, ubicado en la plaza homónima (avenida Blanco Encalada con Ejército), junto al parque O'Higgins. Inaugurada en 1910 para el centenario de Chile, representa a un Ercilla meditabundo, con pluma en su mano derecha; detrás de él, una araucana sostiene un laurel. La maqueta del monumento a este poeta español —bronce fundido y cincelado, con base de mármol, de 56 por 20 centímetros— fue robada del Museo Histórico Nacional (MHN) el 27 de enero de 2007; el incidente inspiró en 2013 al chileno Tomás Rivas su irónica Atraco y réplica, después de Antonio Coll (exhibida el mismo año en la exposición Efemérides: fragmentos selectos de la historia reciente de Chile, en el MHN). Del autor de La Araucana, Coll realizó también un busto que se conserva en la Biblioteca Nacional. 
Una estatua suya del vicealmirante Manuel Blanco Encalada fue inaugurada en octubre de 1917 en una plaza que llevaba su nombre en la avenida Brasil de Valparaíso (hoy está en la calle Blanco con Melgarejo, adonde fue reubicada en 1968); y en Punta Arenas el monumento al juez Waldo Seguel, que permaneció en la avenida Cristóbal Colón con calle Bories desde 1922 a 2013, cuando fue removida del lugar en el marco de una remodelación que contemplaba la construcción de los primeros baños públicos de esa ciudad.

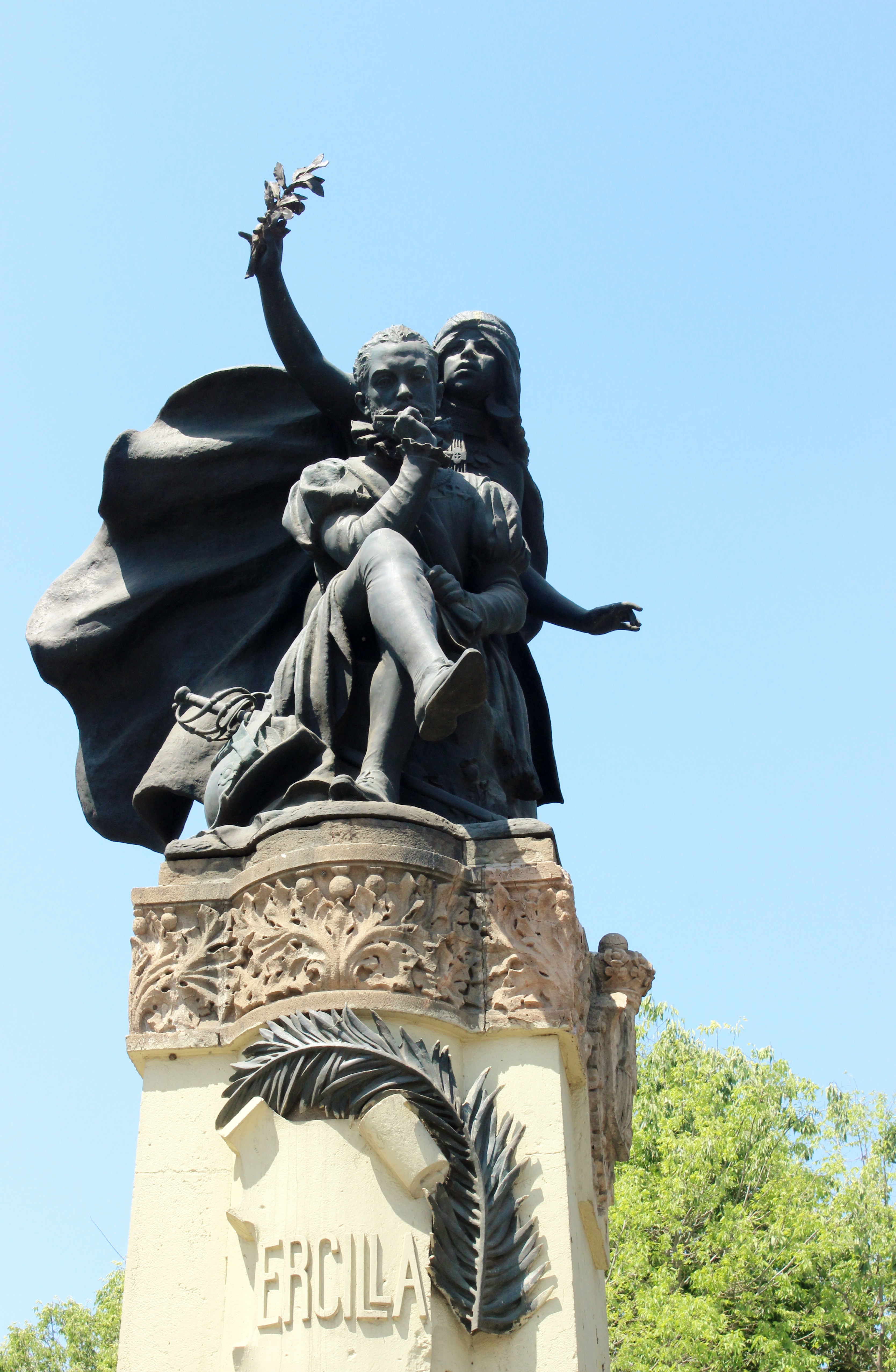
Estatua de Ercilla

Coll y Pi dejó también una serie de bustos, entre los que se pueden citar los de los presidentes Pedro Montt, Juan Luis Sanfuentes y Emiliano Figueroa. Participó regularmente en los salones de Bellas Artes que se celebraban en Chile, sobre todo en los anuales de Santiago, donde presentó pinturas, esculturas y proyectos de monumentos a personajes históricos como Pedro de Valdivia, Isabel la Católica, Camilo Henríquez. Fue jurado en algunos de ellos y recibió algunos premios.
En 1943, el año de su muerte, la Sociedad Nacional de Bellas Artes de Chile, de la que era miembro, le hizo un homenaje póstumo en el marco del salón anual con una retrospectiva; el catálogo de dicho salón nacional consagra las páginas finales a la obra de Coll y Pi.

## Obras en colecciones y lugares públicos
(Se citan solo las obras que en 2018 continuaban en sus emplazamientos) 

### En España
- Sirena del monumento a Alfonso XII en el parque del Retiro de Madrid
- Busto de Manuel Milá en el jardín de la Biblioteca y casa-museo de Menéndez Pelayo en Santander (también hay uno en la sala de plenarios del ayuntamiento de Villanueva y Geltrú)
- Hasta luego (óleo de 1896) y dos dibujos en el Museo de Arte de Sabadell
- Dolor sin lágrimas (óleo de 1899) en la  Biblioteca Museo Víctor Balaguer
- Pintura  mural de Tres Ángeles (óleo de 1893) coronando el Salón Centenario del Hotel Continental Palacete en Barcelona

### En Puerto Rico
- Monumento a Cristóbal Colón en la plaza Colón de Mayagüez

### En Chile
- Cariátides del palacio de Bellas Artes, Santiago de Chile
- Cariátides en palacio de los Tribunales de Justicia de Santiago
- Monumento al bombero voluntario, a un costado del Museo de Bellas Artes de Santiago
- Esculturas del Panteón de los Bomberos en el Cementerio General de Santiago
- Monumento a Alonso de Ercilla, plaza homónima junto al parque O'Higgins, Santiago
- Monumento a Manuel Blanco Encalada, en Valparaíso (calle Blanco con Melgarejo)
- Busto de Valentín Letelier en la Escuela de Derecho de la Universidad de Chile

## Premios y reconocimientos
- Medalla de 3ª clase en la Universal de Barcelona 1888[4]
- Mención honorífica en Exposición de Bellas Artes de Barcelona 1891[4]
- Primera medalla en la Exposición Nacional de Bellas Artes 1908 de Santiago de Chile, sección Escultura
- Ganador del Concurso Conmemorativo a los Bomberos, Santiago, 1913
- Orden de Isabel la Católica (1915; nombramiento dado por la Real Casa de España, por la labor cultural realizada en Chile)
- Miembro honorario de la Asociación de Pintores y Escultores, Madrid (1931)
- Medalla de oro de Escultura en Salón de la Sociedad Nacional de Bellas Artes, Santiago (1938)
- Homenaje póstumo el año de su muerte, en el marco de Exposición Nacional de Bellas Artes 1943[12]